# Tuy Phước, Gia Lai
Tuy Phước là xã thuộc tỉnh Gia Lai, Việt Nam.

## Địa lý
Thị trấn Tuy Phước có vị trí địa lý:
- Phía đông giáp thành phố Quy Nhơn
- Phía tây giáp xã Phước Lộc
- Phía nam giáp thị trấn Diêu Trì
- Phía bắc giáp xã Phước Nghĩa.

Thị trấn Tuy Phước có diện tích 6,55 km², dân số năm 1999 là 11.994 người, mật độ dân số đạt 1.831 người/km².

## Lịch sử
Trước đây, địa bàn thị trấn Tuy Phước là một phần của hai xã Phước Nghĩa và Phước Long thuộc huyện Tuy Phước.
Ngày 13 tháng 2 năm 1987, Hội đồng Bộ trưởng ban hành quyết định 52-HĐBT, theo đó thành lập thị trấn Tuy Phước trên cơ sở sáp nhập 543,82 hécta đất với 8.413 nhân khẩu của xã Phước Nghĩa và 36 hécta đất với 365 nhân khẩu của xã Phước Long.
Thị trấn Tuy Phước có 579,82 hécta và 8.778 nhân khẩu.

## Hành chính
Thị trấn Tuy Phước được chia thành 6 khu phố: Công Chánh, Mỹ Điền, Phong Thạnh, Thạnh Thế, Trung Tín 1, Trung Tín 2.

## Giao thông
- Quốc lộ 19C
- Trần Phú
- Nguyễn Huệ
- Đào Tấn
- Xuân Diệu
- Biên Cương
- Võ Trứ ( Cách Ngã ba cầu ông Đô 1 km/ Khu trung tâm mới của huyện lỵ Tuy Phước/ Khu vực tiềm năng thuận lợi về cơ sở hạ tầng, vị trí giao thông...)
- Trần Thị Kỷ
- Thanh Niên
- Lê Công Miễn
- Nguyễn Nhạc
- Đô Đốc Lộc
- Bùi Thị Xuân
- Trần Quang Diệu
- Nguyễn Lữ